# Wapen van Warstiens

Wapen van Warstiens

Het wapen van Warstiens is het dorpswapen van het Nederlandse dorp Warstiens, in de Friese gemeente Leeuwarden. Het wapen werd in 1986 geregistreerd.

## Beschrijving
De blazoenering van het wapen in het Fries luidt als volgt:
Yn blau in sulveren dwersbalke, fan boppen en fan ûnderen beselskippe fan in gouden klaverblêd.
De Nederlandse vertaling luidt als volgt: 
In blauw een zilveren dwarsbalk, van boven en van onderen vergezeld van een gouden klaverblad.
De heraldische kleuren zijn: azuur (blauw), zilver (zilver) en goud (goud).

## Symboliek
- Dwarsbalk: symbool voor het Langdeel, een kanaal dat het dorpsgebied in tweeën deelt.[2]
- Klaverbladen: duiden op het agrarische karakter van het dorp.[2]
- Kleurstelling: overgenomen uit het wapen van Idaarderadeel, de gemeente waar het dorp eertijds tot behoorde.[2]

Het wapen van Idaarderadeel.

## Zie ook

Vlag van Warstiens